# Miłość (imię)
Miłość – imię żeńskie pochodzenia greckiego, gdzie wyraz pospolity agáp- oznaczał „miłość” (łac. caritas). Imię nawiązuje do jednej z trzech cnót wiary. W Polsce nadawane bardzo rzadko, jednak jej rosyjski odpowiednik, Lubow, jest popularny na obszarze wschodniosłowiańskiego prawosławia. W języku angielskim pojawia się jako Love.
Patronką imienia jest św. Miłość (wspominana w Kościele katolickim z siostrami Wiarą i Nadzieją 1 sierpnia), córka św. Zofii Rzymskiej i Agape z Tesaloniki siostry św. Ireny.
Miłość imieniny obchodzi:
- 1 kwietnia, jako wspomnienie św. Agape z Tesaloniki siostry św. Ireny z Tesaloniki[1]
- 15 maja, jako wspomnienie św. Zofii i jej córek[2]

## Imienniczki
- Lubow Kozyriewa – radziecka biegaczka narciarska.
- Lubow Kozyriewa – radziecka siatkarka.
- Lubow Szewcowa – radziecka partyzantka, Bohater Związku Radzieckiego.